# Otiothops calcaratus
Otiothops calcaratus is een spinnensoort uit de familie Palpimanidae. De soort komt voor in Colombia.